# 河越宗重
河越 宗重（かわごえ むねしげ）は、鎌倉時代後期の武将。鎌倉幕府御家人。父は河越経重。鎌倉幕府御家人。河越氏当主。河越出羽入道とも。

## 生涯
北条氏得宗家当主・鎌倉幕府第8代執権・北条時宗より偏諱を受けて宗重と名乗る。
元寇にあたり、弘安8年（1285年）ごろから豊後国香々地地頭として西国へ下る。元亨3年（1323年）、53歳で死去。家督を継いだ貞重は系図上宗重の子とされるが、両者は1歳違いのため、親子ではなく兄弟と考えられる。
なお、宗重の子である治重（はるしげ）・仲重（なかしげ）らが鎌倉幕府滅亡後の建武年間に豊後国香賀地荘で現地の支配を行っていた記録が見られるが、これ以降の河越氏の動向は不明。